# Penutià californià
El grup penutià californià constitueix un subgrup del penutià identificat originalment per Dixon, Kroeber i Sapir i el parentiu genètic de les quals es dona per fet.

## Història
Tradicionalment el penutià californià es va dividir en tres grups: yokuts-maidu (llengües "pen" o penià), miwok-costano (llengües "uti" o utià) i llengües wintun (encara que s'ha debatut si altres agrupacions alternatives són més plausibles o si no es pot establir amb les dades una agrupació fiable). Clarament les llengües utianes (miwok-costano) constitueixen una unitat filogenètica vàlida, però l'altre grup denominat a vegades "llengües pen" no està tan fermament establerta. S'ha suggerit d'altra banda que el maidu i el yokuts estarien una mica més estretament emparentades entre si que amb el wintun.

### Orígens
Tradicionalment s'ha considerat que les llengües penutianes no constitueixen el primer estrat lingüístic conegut de Califòrnia i que les zones on es parlen van poder estar prèviament ocupades per pobles que parlaven hoka. Si bé originalment es va pensar que una vegada establerts a Califòrnia aquesta àrea va poder ser l'àrea d'expansió per a la resta de branques de la família penutiana, alguns autors com Whistler [1977] han rebutjat aquesta idea:
| «                        | the hypothesis of a California Penutian kernel is dead ... Penutian entry to California must have occurred in several stages and likely from different directions | » |
| — Whistler, 1977, p. 172 | |   |

Aquesta postura condueix a considerar la qüestió de com a diferents onades de pobles penutians es van acomodar a una àrea ecològica nova per a ells, la qual cosa va haver d'implicar prendre manlleus de llengües ja presents a la zona, i complica la possibilitat de reconstruir com va poder ser la probable àrea original o Urheimat dels pobles penutians.
Des del punt de vista arqueològic, existeixen arguments per sostenir que les llengües penutianes de Califòrnia van arribar a Califòrnia per migracions des del nord o potser el nord-est de les àrees on històricament es testimonia la seva presència. La plausibilitat d'aquesta hipòtesi reforçaria la idea que existeix un parentiu entre la llengües penutianes de Califòrnia i les llengües penutianes d'Oregon, tal com suggereix la hipòtesi de Sapir.

## Característiques comunes
Encara que existeix una gran diversitat entre les llengües penutianes de Califòrnia, es detecten nombrosos punts estructurals comuns, si bé encara no hi ha una base comparativa adequada que permeti establir correspondències fonètiques al punt de reconstruir el proto-penutià californià. Només s'han proposat un nombre reduït de correspondències i moltes vegades aquestes correspondències es basen en uns pocs ítems lèxics. Sí que s'ha reconstruït el sistema del proto-uti i s'ha proposat un sistema pel proto-yok-uti. El projecte comparatiu ASJP Arxivat 2014-01-27 a Wayback Machine. mostra una proximitat en el vocabulari vocabulari de la família utiana, la família yokuts i la família maidu la qual cosa apunta en la mateixa adreça que les reconstruccions disponibles sent la relació basada en la similitud lèxica la següent:
|  | llengües miwok   |
|  |                  |
|  | llengües costano |
|  |                  |

|  | llengües yokuts |
|  |                 |
|  | llengües maidu  |
|  |                 |

|  | llengües miwok   |
|  |                  |
|  | llengües costano |
|  |                  |

|  | llengües yokuts |
|  |                 |
|  | llengües maidu  |
|  |                 |

No hi ha treballs recents que permetin relacionar a la família wintu amb aquestes altres llengües.
Dins de les llengües penutianes, els sistemes fonològics del penutià californià tenen un menor nombre d'elements, que els sistemes típics del penutià oregonià. Dins del grup californià, només el sistema del wintun té una abundància de fonemes comparable a les llengües penutianes dels altres grups més septentrionals.
Les llengües penutianes de Califòrnia és força complexa morfològicament, especialment pel que fa a l'estructura interna de les paraules. Les arrels estan altament gramaticalitzades i presenten fenòmens morfofonèmics peculiars que afecten a les vocals. Aquests processos estan entre els fets més prometedors que podrien proporcionar una classificació rigorosa d'aquestes llengües.

### Comparació lèxica: numerals
Els numerals de l'1 al 10 són:
| GLOSA | (proto-) wintun | proto- maidu             | proto- yokuts | llengües uti                 | llengües uti              | llengües uti        |
| GLOSA | (proto-) wintun | proto- maidu             | proto- yokuts | proto- costano septentrional | proto- Costano meridional | proto- miwok        |
| ----- | --------------- | ------------------------ | ------------- | ---------------------------- | ------------------------- | ------------------- |
| 1     | *kʼeteˑt        | *wikʼ.te                 | *ye(s)t       | *himen                       | *himi¢a                   | *keŋe(-ti) *kene-   |
| 2     | *pan            | *péˑne (*-¢oko)          | *poŋiy        | *usin                        | *utxin                    | *ʔoṭ.i              |
| 3     | *panó(ˑ)ɬ       | *sapʼiˑy                 | *ṣōphin       | *kapxan                      | *kapxan                   | *telo-              |
| 4     | lyaw(i)         | *¢ʼiy                    | *hoth.poŋoi   | *katwa¢                      | *ut?it                    | *ʔoy.is.a- *húya-   |
| 5     | cʼan            | *maˑ-wikʼi               | *yi¢ini-      | *miṣur                       | *parw?š                   | *maso.ka *kené.uṣ   |
| 6     | ser.panó(ˑ)ɬ    | *sapʼiˑy.¢oko (*tymbo)   | *¢ʼólipi      | *ṣaken                       | *(imi)nuksa               | *temo.ka pačiṭak    |
| 7     | loloˑqi         | *topwi                   | *nom¢in       | *kenetis                     | *utuk¢a                   | *kene.kak ṣemláwi   |
| 8     | ser.lyaw(i)     | *pen.¢ʼiye (*¢ʼiye.¢oko) | *munʼūṣ       | ?                            | ?                         | *kawinṭa *ʔoṭ.húya- |
| 9     | kʼet.eˑm        |                          |               | *tala-                       | *paki                     | *woʔe               |
| 10    | tiqeles         | *maˑ.¢oko (*ma.¢am-)     | *ti(y)ew      | ?                            | *tan¢arkt                 | *naʔača             |

Els signes /¢,č/ de l'alfabet fonètic americanista són els equivalents dels símbols de l'alfabet fonètic internacional /ʦ,ʧ/.